# Regina Rania a Iordaniei
Rania Al Abdullah (arabă الملكة رانيا العبد الله Rānyā al-‘abdu l-Lāh; nume la naștere Rania al Yassin; n. 31 august 1970, Kuweit, Kuweit) este actuala regină a Iordaniei, fiind soția regelui Abdullah al II-lea al Iordaniei.